# Scandalul Nordis Management
Nordis Management este o companie de dezvoltare imobiliară din România, cunoscută pentru proiectele sale de lux, în special pe litoralul românesc, cum ar fi ansamblul rezidențial și hotelier din Mamaia. În 2024, compania a intrat în atenția publicului din cauza unor acuzații grave de fraudă și înșelăciune imobiliară, care au atras atenția procurorilor DIICOT și a presei de investigație.

### Firma
Înainte de a fi implicată în scandalul de fraudă, Nordis Management era percepută drept o companie inovatoare în domeniul imobiliar din România, cu un model de afaceri axat pe dezvoltarea unor ansambluri rezidențiale și hoteliere de lux. Principalul lor proiect de succes promovat intens era Nordis Mamaia, un complex turistic premium, proiectat să ofere apartamente și camere de hotel cu servicii de 5 stele. Nordis se adresa unei piețe de elită, incluzând investitori care doreau să achiziționeze apartamente într-o zonă turistică de top, cu promisiunea că acestea vor genera venituri substanțiale prin închirierea lor pe termen scurt.
Firma a lansat o amplă campanie de marketing, colaborând cu influenceri și personalități din media pentru a-și promova proiectele. Promisiunile includeau nu doar standarde de lux, ci și o oportunitate de investiție sigură, atrăgând numeroși cumpărători din România și din străinătate. Se vehicula că proprietarii ar putea câștiga bani prin închirierea apartamentelor lor pe perioada verii, iar compania chiar garanta anumite venituri din aceste închirieri.
Nordis promitea o experiență integrată de turism și investiție, bazându-se pe trendul în creștere al turismului de lux de pe litoralul românesc, într-o perioadă în care destinații precum Mamaia erau în plină expansiune. Proiectele lor urmau să fie „destinații premium” care ar contribui la ridicarea profilului României ca destinație turistică exclusivistă.

### Acuzații de fraudă
Investigațiile au scos la lumină faptul că Nordis ar fi vândut unele apartamente de mai multe ori către cumpărători diferiți, fără a livra proiectele promise la termen. Pe lângă aceste practici comerciale suspecte, au apărut și acuzații de legături puternice între companie și cercuri politice influente. Vladimir Ciorbă, unul dintre asociații majoritari ai companiei, este căsătorit cu deputata PSD Laura Vicol, care a deținut funcția de președinte al Comisiei Juridice din Camera Deputaților. Această legătură politică ar fi facilitat anumite practici de afaceri controversate, profitând de lacune în legislația românească.

#### Investigația Recorder
Jurnaliștii de la Recorder au publicat o investigație amplă în 2024, care a scos la iveală dovezi clare despre neregulile comise de Nordis Management. Printre cele mai importante dezvăluiri se numără faptul că unele apartamente din ansamblurile rezidențiale și hoteluri promovate de companie au fost vândute de mai multe ori, fără ca acestea să fie finalizate sau livrate.
Această investigație a dus la deschiderea unui dosar penal de către DIICOT, care investighează posibile infracțiuni de constituire a unui grup infracțional organizat și delapidare. De asemenea, scandalul a determinat modificări în legislația privind avansurile plătite pentru achizițiile imobiliare, reducând riscurile pentru cumpărători.

### Intrarea în insolvență
În urma dezvăluirilor și a numeroaselor procese intentate de clienți nemulțumiți și creditori, Nordis Management a intrat oficial în insolvență în 2024, după o decizie a Tribunalului București. Compania a fost obligată să returneze sume semnificative unor clienți, iar peste 80 de creditori solicită în prezent recuperarea datoriilor.
În ciuda problemelor juridice și financiare, reprezentanții Nordis Management au declarat că firma își va continua activitatea și va încerca să se reorganizeze pentru a evita falimentul. În special, aceștia și-au exprimat încrederea în viitorul proiectelor lor de pe litoral, cum ar fi Hotelul Nordis Mamaia, care a fost inaugurat parțial în 2023.

### Impact și Reacții
Scandalul Nordis a stârnit un val de indignare în rândul publicului și a declanșat dezbateri pe tema protecției cumpărătorilor în fața dezvoltatorilor imobiliari. Modificările legislative propuse au ca scop limitarea avansurilor solicitate de dezvoltatori și impunerea unor măsuri mai stricte pentru protejarea investitorilor mici.